# X68000
Der X68000 (kurz X68k) war ein Heimcomputer der Firma Sharp, welcher nahezu ausschließlich auf dem japanischen Markt verkauft wurde. Daher sind auch alle originären Programme und das Betriebssystem in japanischer Sprache, was die Verbreitung außerhalb Japans verhinderte.
Markteinführung war im Jahre 1987 als Nachfolger des Sharp X1, und die letzten Modelle kamen 1993 auf den Markt. Der Rechner fuhr sogar auf Knopfdruck in den Standby-Modus und gab so Anwendungen Zeit, ordentlich herunterzufahren und Daten auf die Festplatte zu schreiben.
Für den Computer gibt es neuentwickelte Betriebssysteme oder Portierungen wie Minix oder Unix NetBSD. Es gibt auch Ko-Windows, eine neue grafische Benutzeroberfläche und eine Ethernetkarte namens XNeptune.
Es gibt zahlreiche Portierungen von Spielautomaten auf dieses System.

## Modellgeschichte
Geordnet nach Erscheinungsjahr, in Klammern interne Modellbezeichnung bzw. Nummer
- 1987: X68000 (CZ-600C)
- 1988: X68000 ACE-HD (CZ-611C), X68000 ACE (CZ-601C)
- 1989: X68000 EXPERT (CZ-602C), X68000 EXPERT-HD (CZ-612C), X68000 PRO (CZ-652C), X68000 PRO-HD (CZ-662C)
- 1990: X68000 EXPERT II (CZ-603C), X68000 EXPERT II-HD (CZ-613C), X68000 PRO II (CZ-653C), X68000 PRO II-HD (CZ-663C), X68000 SUPER (CZ-604C), X68000 SUPER-HD (CZ-623C)
- 1991: X68000 XVI (CZ-634C), X68000 XVI-HD (CZ-644C)
- 1992: X68000 CompactXVI (CZ-674C)
- 1993: X68030 (CZ-500C), X68030 HD (CZ-510C), X68030 Compact (CZ-300C), X68030 Compact-HD (CZ-310C)

## Technische Daten
- Prozessor: Hitachi-Clon mit 10 MHz (HD68HC000) des Motorola 68000 für die ersten Modelle – spätere Modelle wie der X68000 XVI kamen wieder mit dem originalen Motorola 68000 bis 16 MHz und der X68030 mit dem Motorola MC68EC030 mit 25 MHz
- Mathematischer Co-Prozessor: MC68881 von Motorola (kann nachgerüstet werden, bei XVI in Steckplatz, sonst auf Zusatzplatine in Verbindung mit Speichererweiterung)
- Systemuhr: RP5C15 von Ricoh
- Diskettenlaufwerk-Controller: 72065 von NEC
- Festplattencontroller: MB89352A von Fujitsu (SCSI-Controller bei Super, XVI und X68030)
- Serieller-Anschluss-Controller: Z85C30 von Zilog, Zweikanal-Serieller-Anschluss für einmal RS232 und eine Maus
- Druckeranschluss, parallel: 8255 von NEC für Drucker und Joystickanschluss
- DMA-Controller: HD63450 von Hitachi (DMA für Diskettenlaufwerk, Festplatte, Erweiterungssteckplätze und ADPCM-Audio)
- ROM:
  - 256 KB IPL (Initial Program Loader) ROM plus BIOS-ROM
  - 768 KB Zeichengenerator-ROM: zwei Kanjifonts mit je 7238 Zeichen in den Formaten 24×24 und 16×16, zwei „halbbreite“ Fonts mit je 256 Zeichen in den Formaten 12×24 und 8×16, zwei „Viertelformat“-Fonts mit je 256 Zeichen in den Formaten 12×12 und 8×8. Die 7238 Zeichen der Kanjifonts setzen sich zusammen aus 3008 Zeichen JIS-1, 3478 Zeichen JIS-2 sowie 752 „Nicht-Kanji-Zeichen“ (Hiragana, Katakana, lateinisches, griechisches, kyrillisches Alphabet sowie Satzzeichen, Sondersymbole, Textgraphikzeichen für Umrandungen etc., alle in quadratischem Format). Die halbbreiten und Viertelformat-Fonts entsprechen dem 8-Bit-Teil des japanischen Shift/JIS-Codes.
- RAM:
  - je nach Modell 1, 2 oder 4 MB Arbeitsspeicher, erweiterbar bis maximal 12 MB
  - 512 KB Text-VRAM
  - 512 KB Grafik-VRAM
  - 32 KB Sprite-VRAM
  - 16 KB statisches RAM
- Bildschirmauflösungen: es können entweder das Text-VRAM oder das Grafik-VRAM oder auch beide gleichzeitig „superimposed“ angezeigt werden. Für den Bildschirm kann zwischen einer Darstellung von 768×512, 512×512, 512×256 oder 256×256 Pixeln gewählt werden. Andere Bildschirmauflösungen sind nur per hardwarenaher Programmierung erzielbar. Falls Hardware-Sprites aktiviert werden, werden die entsprechenden Sprite-VRAM-Anteile zusätzlich superimposed.
  - Text-VRAM: im VRAM 1024×1024 Pixel in 16 Farben, auf dem Bildschirm wird davon nur ein Ausschnitt sichtbar.
  - Grafik-VRAM: im VRAM entweder 1024×1024 Pixel in 16 Farben, oder 512×512 Pixel in wahlweise 65.536 oder 256 oder 16 Farben. Je nach gewählter Farbtiefe können 1, 2 oder 4 komplette Bildschirminhalte im Grafik-VRAM untergebracht werden. Auch vom Grafik-VRAM wird je nach gewähltem Bildschirmmodus nur ein Ausschnitt angezeigt.
- Farben:
  - Text-VRAM: 16 Farben frei wählbar aus einer Palette von 65.536 Farben
  - Grafik-VRAM: 16 oder 256 Farben frei wählbar aus einer Palette von 65.536 Farben, oder alle 65.536 Farben gleichzeitig (bei max. 512×512 Pixeln)
- Sprites:
  - 16×16 pixels, 16 Farben pro Sprite
  - 128 Sprites pro Bildschirm, 16 Sprites pro Zeile
- Grafikhardware: Hardware scrolling, priority control, super-impose
- Sound:
  - ADPCM: MSM6258 von Okidata
  - FM-Synthesizer: YM2151 von Yamaha (zusammen mit YM3012 DAC Rauschgenerator)
  - 2ch FM Synth, 8 Oktaven, 8 Stimmen
- Multifunktionscontroller 68901 von Motorola für:
  - Monitorsynchronisation
  - Serielle Schnittstelle
  - Systemuhr
  - Stand-by Betrieb
  - FM Synthesizer (siehe Sound)
  - IRQs und
  - Tastatur
- Chips, die speziell für die X68000-Serie entwickelt wurden:
  - Speichercontroller:
    - ET bei X68000
    - OHM bei ACE
    - OHM2 bei Expert, Expert2, Super und XVI
    - McCoy bei PRO und PRO II

  - Systemcontroller:
    - BUDDHA bei X68000
    - MESSIAH bei Ace, Expert, Expert 2, und Super
    - DOSA bei XVI
    - SCOTCH bei Pro und PRO II

  - Spritecontroller:
    - Cynthia jr. bei X68000
    - Cynthia bei Ace, Expert, Expert 2, Super, PRO und PRO II

  - CRT Controller:
    - VINAS 1+2 bei X68000
    - VICON bei allen anderen

  - Video Controller:
    - VSOP bei X68000
    - VIPS bei allen anderen

  - Video Daten Selektor:
    - RESERVE bei X68000
    - CATHY bei allen anderen

  - I/O Controller:
    - SILICIAN bei X68000
    - IOSC bei ACE
    - IOSC-2 bei Expert und Expert 2
    - PEDEC bei Super und XVI
    - IOSC-2 bei PRO und PRO II
- Erweiterungsslots: 2 Kartenslots (4 bei den Pro-Modellen)
- Betriebssystem: Human68k (MS DOS-Lookalike von der Firma Hudson Soft), SX-Window GUI
- Stromversorgung: 100 V Wechselstrom, 50/60 Hz
- Gewicht: ca. 8 kg (ca. 10 kg bei Pro-Version)